# پرومتیوم اکسید
پرومتیوم اکسید (به انگلیسی: Promethium oxide) با فرمول شیمیایی Pm۲O۳ یک ترکیب شیمیایی است. که جرم مولی آن 337.824 g/mol می‌باشد. 